# Pherocera rupina
Pherocera rupina är en tvåvingeart som beskrevs av Irwin 1983. Pherocera rupina ingår i släktet Pherocera och familjen stilettflugor. Inga underarter finns listade i Catalogue of Life.